# Königreich Luba

Gebiet des Königreichs Luba unterhalb der Mitte in Blau

Das Königreich der Luba war ein Königreich in Zentralafrika vom 16. bis zum 19. Jahrhundert und befand sich auf dem heutigen Territorium der Demokratischen Republik Kongo.

## Geschichte
Es gründete sich vor dem 16. Jahrhundert im Nordosten des heutigen Sambias oder im Südosten des heutigen Kongos und führt sich selbst auf den mythischen Gründer Kongolo zurück, der mit Getreuen mehrere Häuptlingsorte eroberte und zu einem weiter wachsenden Reich vereinte. Das Lubareich entstand aus der Tradition der Kulturen in der Upemba-Senke um den Upembasee und war, anders als die umliegenden Häuptlingsgesellschaften, zentralistisch organisiert. Das Königtum der Luba war als Amt zwar mächtig, aber nicht dynastisch verankert, so kam es immer wieder zu Kämpfen um den Thron, die das Reich schwächten und für seinen späteren Zerfall mit ursächlich waren. 
Bereits der Gründervater Kongolo wurde Ende des 16. Jahrhunderts von Ilunga Mbidi getötet, und das Reich wurde unruhig und instabil. In den kommenden rund hundert Jahren herrschten drei Dynastien, Beleg für die Schwäche der Monarchie. Trotzdem erreichte das Lubareich Ende des 17. Jahrhunderts unter Kumwimbu Ngombé seine größte Ausdehnung, bis an die Ufer des Tanganjikasees.
Einer der Söhne Kongolos verließ Anfang des 17. Jahrhunderts das Königreich und wurde zum Begründer des Lunda-Reichs.
Mitte des 19. Jahrhunderts beherrschte das Königreich den Süden Katangas bis in das heutige Simbabwe hinein, danach begann das Reich allmählich durch die ständigen Bürgerkriege um den Herrschersitz zu zerfallen. 1889 spaltete sich die königliche Linie, und das Königreich löste sich im Kampf gegen die Chokwe auf.